# Eisenbahnunfall von Penistone
Bei dem Eisenbahnunfall von Penistone (auch: accident at Bullhouse Bridge oder mit der Ortsangabe Hazlehead–Penistone) entgleiste am 16. Juli 1884 nach einem Achsbruch ein Schnellzug vor dem Bahnhof Penistone, South Yorkshire, Großbritannien. 24 Menschen starben.

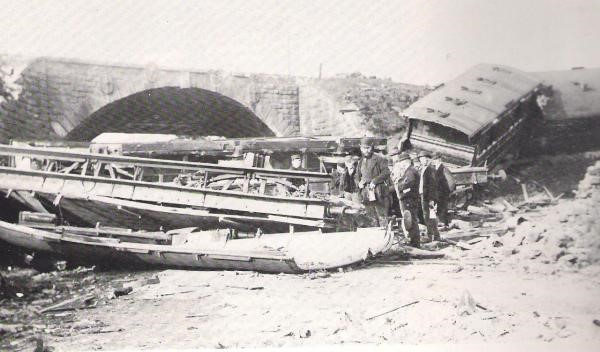
Unfallstelle vor der Bullhouse Bridge

## Ausgangslage
Ein Schnellzug der Manchester, Sheffield and Lincolnshire Railway (MS&LR) war auf der Woodhead Line vom Bahnhof Manchester London Road (heute: Manchester Piccadilly Station) um 12:30 Uhr zum Londoner Bahnhof King’s Cross abgefahren, wo er um 17:20 Uhr ankommen sollte. Er führte als Anschluss zu abendlichen Schiffsabfahrten auch Kurswagen zum Bahnhof Grimsby Docks mit. Der Zug war mit einer Saugluftbremse nach dem System Smith (Smith's brake) ausgerüstet. Diese funktionierte noch nicht automatisch, nach dem Prinzip, dass die Bremsen sich anlegten, wenn Luft in das Bremssystem strömte, dass also bei einem Riss der Bremsleitung automatisch eine Vollbremsung erfolgte. Vielmehr musste der Lokomotivführer aktiv den Unterdruck herstellen, damit die Bremsen sich anlegten.
Etwa 3 km vor dem Bahnhof Penistone durchlief die Strecke eine Kurve von 800 m Radius bei einem Gefälle von 8 ‰. Sie führte dort zugleich über die Bullhouse Bridge, auf die die Strecke von beiden Seiten mit einem Bahndamm zuführte.

## Unfallhergang
Nach dem Verlassen des Woodhead Tunnel, eines Scheiteltunnels, nahm der Zug in der Abwärtsfahrt auf den Bahnhof Penistone Geschwindigkeit auf. Etwa 3 km vor dem Bahnhof, gegen 13:00 Uhr, im Bereich des auf die Bullhouse Bridge zuführenden Bahndamms, brach die Achse eines Radsatzes der Dampflokomotive in ihrer rechten Lagerung, als der Zug etwa 80-95 km/h schnell gewesen sein soll. Vermutlich handelte es sich um Materialermüdung, obwohl die Achse erst 82.000 km Leistung erbracht hatte. Der Lokomotivführer bemerkte das am Lauf der Lokomotive sofort und leitete eine Schnellbremsung ein. Die beiden nun voneinander gelösten Räder verkeilten sich und drückten dabei die Schienen auseinander. In dieser Spurerweiterung entgleisten die folgenden Wagen, wobei die Kupplung zwischen dem zweiten und dritten Wagen brach. Das unterbrach auch die Bremsleitung, was dazu führte, dass der abgerissene Zugteil nicht mehr bremsen konnte. Während Lokomotive, Schlepptender und der ihm unmittelbar folgende gedeckte Güterwagen zum Pferdetransport im Gleis blieben und etwa 190 m nach der Brücke zum Stehen kamen, wurde der folgende, entgleisende Zug in der Kurve nach außen getragen und stürzte vom Bahndamm.

## Folgen
24 Menschen starben: 14 Frauen, sechs Männer und vier Kinder. Einer der Toten war Massey Bromley, Chefingenieur für das Lokomotivwesen bei der Great Eastern Railway von 1878–81. Etwa 50 weitere Menschen wurden darüber hinaus verletzt. Ein Reisender, der nur leicht verletzt war und sich offensichtlich im Eisenbahnbetrieb auskannte, lief zur nächsten Blockstelle zurück und veranlasste, dass die Strecke sofort gesperrt wurde, damit nachfolgende Züge nicht in die Unfallstelle hineinfahren konnten.
Fachkreise übten heftige Kritik daran, dass hier ein nicht-automatisches Bremssystem zum Einsatz gekommen war. Die Fachzeitschrift „The Engineer“ ging davon aus, dass der Zug damit noch ohne weiteres hätte zum Stehen gebracht werden können, bevor er vom Bahndamm stürzte.
2013 wurde an der Unfallstelle ein Gedenkstein errichtet.